# Calliephialtes notanda
Calliephialtes notanda là một loài tò vò trong họ Ichneumonidae.